# Oge Okoye
Oge Okoye es una actriz nigeriana.

## Biografía
Oriunda de Nnewi en el estado de Anambra, Nigeria, Okoye nació el 16 de noviembre de 1980 en Londres y luego se mudó a vivir a Lagos con su familia. Completó la primaria en Londres antes de mudarse a Nigeria donde culminó la secundaria.
Se graduó de la Universidad Nnamdi Azikiwe, con un título en Artes Teatrales.

## Carrera
Se unió a la industria cinematográfica en 2001. Alcanzó la fama en 2002 por su actuación en la película 'Spanner'. Se casó con su novio de toda la vida, Stangley Duru, en 2005 y tiene dos hijos. Sin embargo se divorció en 2012. En 2006, fue nominada para el Premio de la Academia Africana de Cine como "Mejor Actriz en un papel secundario" por su actuación en la película "Eagle's Bride" ("La novia del águila").
También es productora de películas y modelo. Ha aparecido en revistas de moda, comerciales de televisión y vallas publicitarias. Ha sido embajadora de marca  para Globacom y MTN_Nigeria, filial de MTN Group, ambas empresas de telecomunicaciones de Nigeria.

## Filmografía
- Spanner (2002)
- Blood Sister (2003)
- Forever Yours (2003)
- Handsome (2003)
- Magic Love (2003)
- My Command (2003)
- Sister Mary (2003)
- Arsenal (2004)
- Beautiful Faces (2004)
- I Believe in You (2004)
- Indecent Girl (2004) .... O'rel
- I Want Your Wife (2004)
- Little Angel (2004)
- My Desire (2004)
- Separate Lives (2004)
- Spanner 3 (2004)
- Spanner Goes to Jail (2004)
- 11:45... Too Late (2005)
- Beyond Passion (2005)
- Black Bra (2005)
- Crazy Passion (2005)
- Desperate Love (2005)
- Eagle's Bride (2005)
- Emotional Battle (2005)
- Every Single Day (2005)
- Face of Africa (2005) .... Ukheria
- Friends & Lovers (2005)
- The Girl Is Mine (2005)
- It's Juliet or No One (2005)
- The King's Son (2005)
- Marry Me (2005)
- Orange Groove (2005)
- Paradise to Hell (2005)
- Shock (2005)
- To Love and Live Again (2005)
- Trinity (2005)
- Trouble Maker (2005)
- War Game (2006)
- The Snake Girl (2006)
- Blackbery Babes (2010)
- Sincerity
- Sinful Game
- Festac Town (2014)
- Beautiful Monster (2014)
- Morning After Dark (2014)
- Red Rose (2014)
- Living with a Ghost (2015)
- Family Slavery (2018)